# Paul Rinckleben

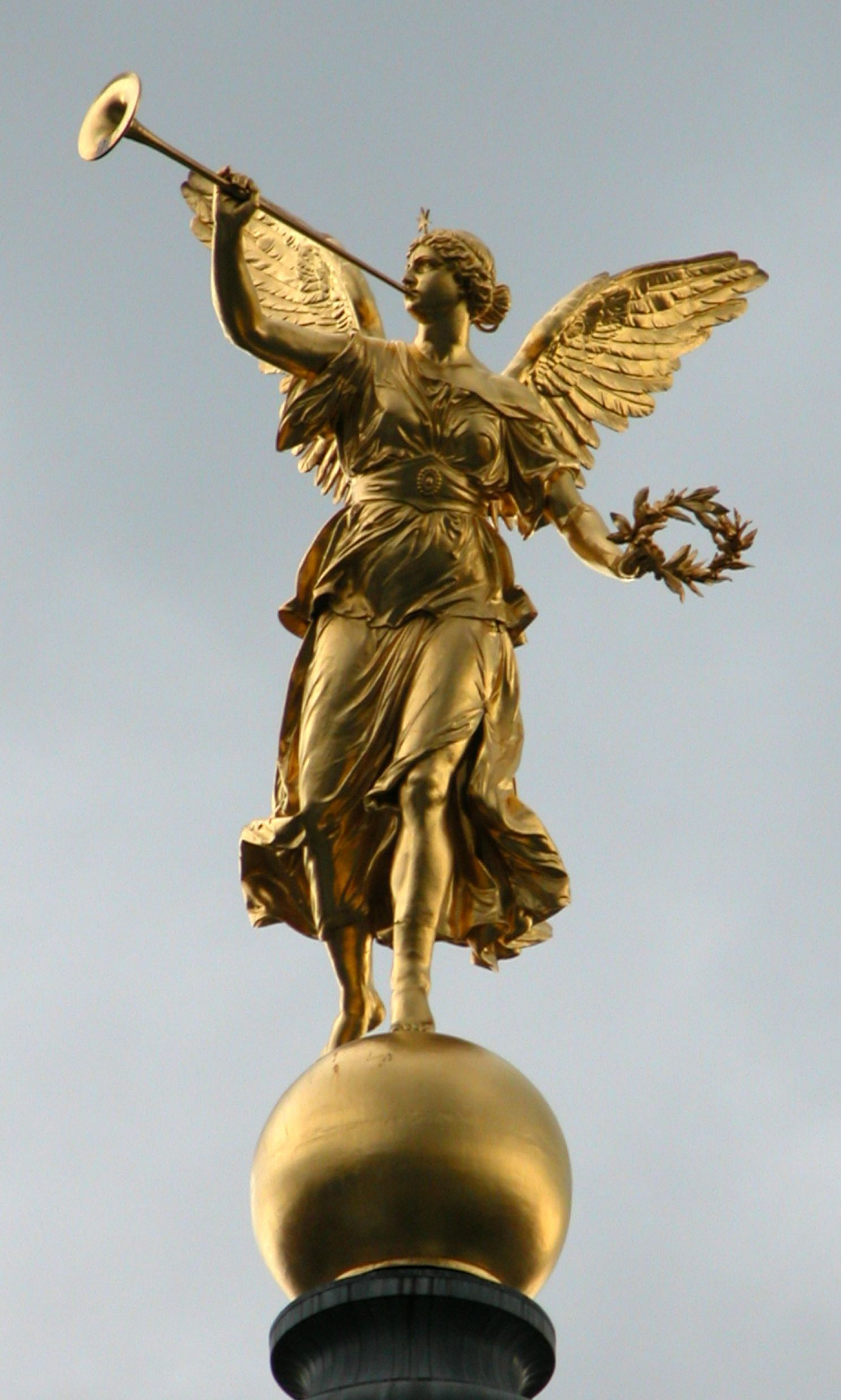
Pheme bzw. Fama der Dresdner Kunstakademie

Paul Rinckleben (* 1841 in Mücheln; † 13. September 1906 in Dresden) war ein deutscher Bildhauer und Kupfertreiber.
Rinckleben trat 1865 als Gehilfe in die Bildgießerei von Georg Ferdinand Howaldt in Braunschweig ein. Im Jahre 1883 übernahm Hermann Heinrich Howaldt die Leitung der Gießerei. Als der Vater im Dezember 1891 bei der Ausführung der Fama für die Dresdner Kunstakademie einen tödlichen Unfall erlitt, war dessen Sohn Ferdinand Adolf jedoch noch in der Ausbildung zum Erzgießer.
So ist es dem langjährigen Angestellten und Bildhauer Paul Rinckleben hoch anzurechnen, dass er die Bildgießerei zum 1. Januar 1892 als Pächter übernahm, zunächst die begonnenen Arbeiten zu Ende bearbeitete und vorliegende Aufträge eigenständig weiter führte.
Die Auftragslage war für das Braunschweiger Unternehmen zum Ende des 19. Jahrhunderts günstig, da in diese Zeit die Errichtung wilhelminischer Monumentaldenkmäler fiel, die teilweise nur in der sehr geräumigen Howaldt'schen Werkstatt in Braunschweig gefertigt werden konnten.
Rinckleben war jedoch in erster Linie Künstler; er war kein Kaufmann! So stellten sich Anfang des 20. Jahrhunderts finanzielle Engpässe ein, die zunächst 1903 durch den Eintritt als Mitgesellschafter und die Einlage von Hermanns Sohn Ferdinand Adolf Howaldt gemildert werden konnten. Im Jahr 1906 trat dennoch der Konkurs ein, an dem Rinckleben zerbrach. Er verstarb wenig später.
Das Werkstattgebäude wurde 1912 von der Schlaraffia erworben und wird heute noch als Vereinsheim, die sogenannte Okerburg, genutzt.

## Werke

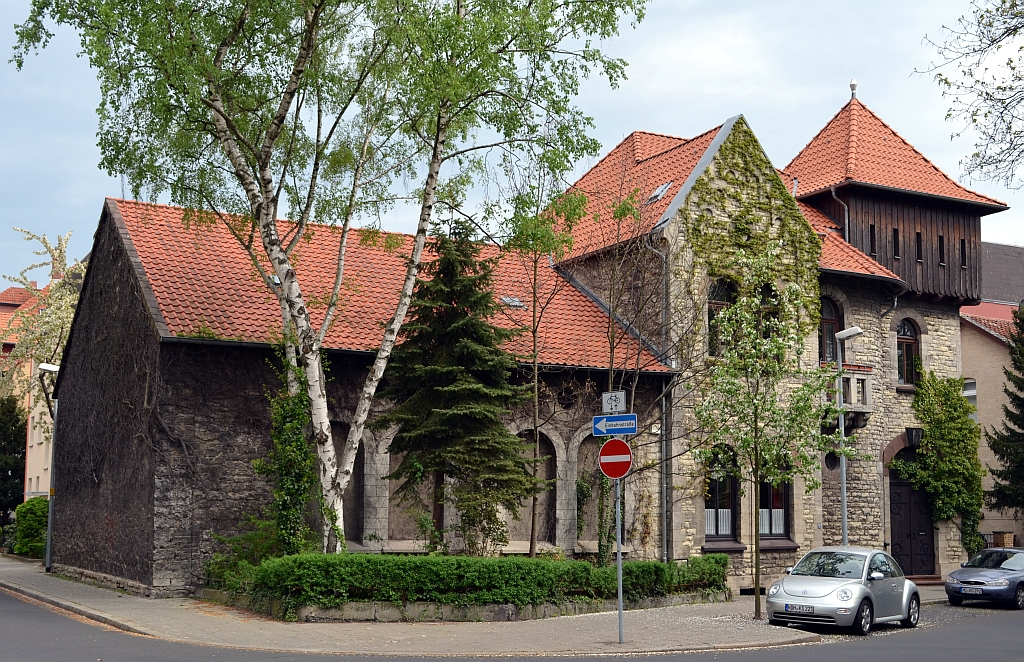
Die 1905 in Braunschweig errichtete „Okerburg“. Werkstatt und Gießhaus von Ferdinand Adolf Howaldt und Paul Rinckleben.

- Fertigstellung der Fama für die Kuppel der Kunstakademie in Dresden, 1891, sowie der Statuen des Eros und des Phantasus, 1894, alle nach einem Entwurf von Robert Henze
- Wettinsäule für Dresden, 1895
- germanische Krieger (Allegorie „Wehrkraft“) nach dem Entwurf von Emil Hundrieser für das Kyffhäuserdenkmal, 1896
- Ludwig-Richter-Denkmal nach einem Entwurf von Eugen Kircheisen für Dresden, 1898
- Bismarck-Denkmal nach einem Entwurf von Carl Friedrich Echtermeier für Magdeburg, 1897
- Kaiser-Wilhelm-Denkmal am Deutschen Eck in Koblenz nach einem Entwurf von Emil Hundrieser, 1897
- Denkmal Herzog Wilhelm für Blankenburg (Harz), vor dem Kleinen Schloss, 1909
- Denkmal Carl Leberecht Immermann nach einem Entwurf von Carl Echtermeier vor dem Stadttheater Magdeburg, 1898
- die Kolossalfiguren Gnade und Wahrheit für den Berliner Dom, 1900
- Löwen nach einem Entwurf von Ernst Müller für die Kaiser-Wilhelm-Brücke in Braunschweig, 1902
- Denkmal Johannes Bugenhagen nach einem Entwurf von Carl Echtermeier für Braunschweig, 1902
- Statue des Merkur für das Tietz'sche Kaufhaus in Berlin, 1903
- Reiterstandbild Herzog Wilhelm von Braunschweig nach einem Entwurf von Ludwig Manzel für Braunschweig, 1904
- Vier Soldaten für die Fallerslebertor-Brücke in Braunschweig